# أسعد رزوق
أسعد كامل رزوق (1936 - 2007م) كاتب ومفكر وباحث لبناني، يعد من أبرز الوجوه الفكرية والنقدية في حركة الشعر العربي الحديث، وصاحب مساهمة أساسية في الثقافة اللبنانية والعربية، وفي الكشف عن الفكر الصهيوني التوسعي. حاز وسام الكنيسة الأرثوذكسية للإبداع. كما نال كتابه «إسرائيل الكبرى» جائزة الكتاب العربي.

## من صيدا إلى ألمانيا
ولد أسعد كامل رزوق في مرجعيون (جنوب لبنان) في العام 1936 وتوفي في بيروت في 6 آذار/ مارس 2007. تلقّى دروسه الابتدائية والثانوية في مدرسة الأميركان في صيدا (جنوب لبنان)، وتابع دراساته في الجامعة الأميركية في بيروت قسم الفلسفة على يد المفكر اللبناني شارل مالك، وكان أحد طلاّبه الموهوبين. أكمل دراساته العليا حتى نيله الدكتوراه في الفلسفة والفكر الألماني في جامعة توبنغن – ألمانيا.
عاد رزوق إلى لبنان، ومارس التدريس في الجامعة الأميركية في بيروت والجامعة اللبنانية الأميركية لسنتين. وتزوج من سميرة رزوق.
في منتصف الثمانينات من القرن العشرين، أسس أسعد رزوق دار الحمراء للطباعة والنشر، وأصدر العديد من الكتب الفكرية والثقافية والسياسية.

## الشعراء التموزيون
نشر رزوق في العام 1959 كتابه: «الشعراء التموزيون: الأسطورة في الشعر المعاصر» الذي يعدّ من الكتب النقدية التأسيسية التي وثّقت لأثر الأسطورة في الشعر العربي الحديث.

## مجلة شعر
راسل رزوق مجلة شعر منذ العدد الثاني، (كان موضوعه الأول فيها قراءة في الترجمة الجديدة لرباعيات عمر الخيام للدكتور جميل الملائكة) وذلك خلال متابعته دراسته الجامعية في ألمانيا، أو ما سمّاه «الغربة الأوروبية»، وقد أغناها في الإضاءة على النشاطات الثقافية، والتجارب الشعرية، والتيارات الفكرية في ألمانيا، إضافة إلى مساهمته الجادة في المجلة في مجالَي النقد والترجمة.
وكان مع الناقدة خالدة سعيد الأكثر متابعة، ومواكبة لحركة مجلة شعر في مجال النقد، ونشرت مقالاته النقدية معها، وغيرها في كتابين صدرا عن دار مجلة شعر هما: الحصاد الأول، والشعر في معركة الوجود.
في العام 1992 أصدر رزوق كتابا عنوانه: «حصاد الخمسين»، سجّل فيه بعضاً من دوره، ومساهمته، وصورته في مجلة شعر من خلال حزمة الرسائل التي تبادلها مع يوسف الخال وأدونيس، وما سمّاه محاولاته في نقد الشعر، ومقالاته، وتعليقاته النقدية، والمقابلات التي أجراها على هامش مؤتمر روما 1961 مع كل من بدر شاكر السياب، وجبرا إبراهيم جبرا، وخليل حاوي، ورامز سركيس، وإبرهيم مدكور، وجميل صليبا.
ويوضح الكاتب اللبناني سليمان بختي في مقالة له في جريدة النهار اللبنانية (2007) أن «الرسائل تنقل صورة المجلة من الداخل في الشعر والنقد والترجمة، والمشكلات التي واجهت جماعة شعر. ويرى رزوق أن الإنجاز الأبرز للمجلة في حركة الشعر الحديث من خلال تحلق مجموعة من الشعراء الصاعدين والواعدين حول أسرة المجلة، وعلى النحو الذي تمثل في» خميس شعر«، واصدارات الدار».

## من مؤلفاته
أعاد رزوق في العام 1990 نشر كتابه:
- الشعراء التموزيون: الأسطورة في الشعر المعاصر

كما أصدر العديد من المؤلفات، وخصوصا ما يتعلق منها بالفكر الصهيوني التوسعي، منها:
- - إسرائيل الكبرى دراسة في الفكر التوسعي الصهيوني (ط1: 1968، وط2: 2002)
- - التلمود والصهيونية (1991)
- - مقالات في الصهيونية الحديثة (1990)
- - الدول والدين في إسرائيل (1968)
- - قضايا الدين والمجتمع في إسرائيل (1971) صادر عن جامعة الدول العربية.
- - في المجتمع الإسرائيلي (1971) صادر عن جامعة الدول العربية.

وأعدّ كتاباً عن «موسوعة علم النفس»، وآخر تحت عنوان: «حوداث ومذكرات الدكتور شبلي الشميل» (1991)

### ترجمات
- - كتاب خالد لأمين الريحاني من الإنكليزية إلى العربية.
- - «ما هي علة لبنان» لمنير خوري.

وترجم كذلك دراسة ليختهام عن جورج لوكاش، وكتاب ماوتسي تونغ لجون هاي، وقدّم لاعمال دوستويفسكي لمعربة، وغيرها الكثير من الأعمال والمؤلفات، إضافة إلى النقد الفلسفي لاعمال ماجد فخري، وكمال الحاج، ويوحنا قمير، وعبد الرحمن بدوي، وهشام شرابي.

## أيامه الأخيرة
يذكر الكاتب بختي في مقالته، أن رزوق في أيامه الأخيرة، «صار المرض (السكري وغسيل الكلى) يحفر فيه، ويثقل عليه، ويأخذه بعيداً حيث الأحلام والمشاريع هباء، وانكفأ أكثر وأكثر إلى جسده وأصدقائه القريبين، وكرسي وعصا. وأكيد تذكر ما قاله له الشاعر أدونيس ذات يوم: أرجو لك أيها القبطان الطفل، طفولة لا تنتهي حتى تملها، وتقول لها تعبت».
ويضيف بختي: "في 6 آذار 2007 رأى أسعد رزوق الحياة غاربة فقال لها:
«تعبت وليس في يدي سوى أوراق وكلمات وذكريات».

## وصلات خارجية
- مؤسسة القدس للثقافة والتراث
- مكتبة النيل والفرات
- صفحة أسعد رزوق على أبجد
- لائحة كتب أسعد رزوق على google books
- دار الكتب والوثائق الوطنية - وزارة الثقافة العراقية